# جو (كاتبة)
جو (بالبورمية: ဂျူး)‏ (20 سبتمبر 1958 في ميانمار)؛ روائية ميانمارية.